# Lower Taseko Lake
Lower Taseko Lake är en sjö i Kanada.   Den ligger i provinsen British Columbia, i den sydvästra delen av landet, 3 500 km väster om huvudstaden Ottawa. Lower Taseko Lake ligger 1 323 meter över havet. Arean är 20,9 kvadratkilometer. Den sträcker sig 16,7 kilometer i nord-sydlig riktning, och 3,9 kilometer i öst-västlig riktning.
I omgivningarna runt Lower Taseko Lake växer i huvudsak barrskog. Trakten runt Lower Taseko Lake är nära nog obefolkad, med mindre än två invånare per kvadratkilometer.